# امیلی کمپل
امیلی کمپل (انگلیسی: Emily Campbell؛ زادهٔ ۶ مهٔ ۱۹۹۴) وزنه‌بردار زن اهل بریتانیا است.
وی در مسابقات کشوری و بین‌المللی در مجموع برندهٔ ۱ مدال طلا، ۱ مدال نقره و ۲ مدال برنز شده‌است.